# Eugene Lawrence
Eugene 'Geno' Lawrence (* 22. Juni 1986 in Brooklyn, New York, Vereinigte Staaten) ist ein US-amerikanischer Basketballspieler.

## Karriere
Lawrence begann seine Profi-Karriere in der Slowakei beim Traditionsverein BK SPU Nitra. In der Saison 2008/09 führte er die Mannschaft mit durchschnittlich 17,8 Punkten pro Spiel zur slowakischen Meisterschaft.
Nach der Saison wechselte er nach Tschechien, wo er zunächst zwei Jahre für BK Prostějov und dann ein Jahr für ČEZ Basketball Nymburk auflief. Mit Nymburk wurde Lawrence tschechischer Meister.
Im Sommer 2012 wechselte Lawrence in die Ukraine zu BC Hoverla, wo er zwei Jahre blieb.
Im Februar 2014 wechselte Lawrence zu den Telekom Baskets nach Bonn, um dort den zu den Brose Baskets abgewanderten Spielmacher Jared Jordan zu ersetzen. Lawrence erhielt zunächst einen Vertrag bis zum Ende der Saison. Anschließend verlängerte Lawrence seinen Vertrag für die Saison 2014/15. In seiner ersten vollständigen Saison für Bonn erzielte er durchschnittlich 8,3 Punkte und 5,5 Assists pro Spiel. Im Sommer 2015 wurde bekannt, dass Lawrence für zwei weitere Jahre in Bonn bleibt. In der Saison 2015/16 erzielte Lawrence durchschnittlich 8,1 Punkte und 7,0 Assists pro Spiel.
Nach einer durchwachsenen Saison 2015/2016, in der die Telekom Baskets Bonn die Play-offs verpassten, nutzte Lawrence eine Option in seinem Vertrag, löste den bestehenden Vertrag zum 1. Juli 2016 auf und verließ den Club. Im September 2016 gab sein ehemaliger Club ČEZ Basketball Nymburk seine Verpflichtung für die Saison 2016/2017 bekannt. Dort blieb er weitere drei Jahre und gewann in dieser Zeit dreimal in Folge die Landesmeisterschaft. Zum Spieljahr 2019/20 nahm Lawrence ein Angebot des griechischen Erstligisten Ionikos Nikea an. Im Januar 2020 kehrte er nach Bonn zurück.

## Persönliches
Lawrence wuchs im Stadtviertel Brownsville im New Yorker Stadtbezirk Brooklyn auf. Er hat fünf Schwestern und einen Bruder. In seiner Kindheit spielte er Violine und bekam später ein Stipendium für die Brooklyn Academy of Music.
Lawrence ist verheiratet und hat zwei Kinder.